# Distant Memories - Live in London
Distant Memories - Live in London è il sesto album dal vivo del gruppo musicale statunitense Dream Theater, pubblicato il 27 novembre 2020 dalla Inside Out Music.

## Tracce

### CD
CD 1
1. Untethered Angel – 5:55 (testo: John Petrucci – musica: John Petrucci, Jordan Rudess, Mike Mangini, John Myung)
2. A Nightmare to Remember – 16:37 (testo: John Petrucci – musica: John Myung, John Petrucci, Jordan Rudess, Mike Portnoy)
3. Fall into the Light – 7:26 (testo: John Myung, John Petrucci – musica: John Petrucci, Jordan Rudess, Mike Mangini, John Myung)
4. Barstool Warrior – 6:42 (testo: John Petrucci – musica: John Petrucci, Jordan Rudess, Mike Mangini, John Myung)
5. In the Presence of Enemies - Part I – 8:43 (testo: John Petrucci – musica: John Myung, John Petrucci, Jordan Rudess, Mike Portnoy)
6. Pale Blue Dot – 8:52 (testo: John Petrucci – musica: John Petrucci, Jordan Rudess, Mike Mangini, John Myung)

CD 2
1. Scenes Live Intro – 1:44 (musica: Jordan Rudess)
2. Scene One: Regression – 2:06 (John Petrucci)
3. Scene Two: I. Overture 1928 – 3:38 (musica: Dream Theater)
4. Scene Two: II. Strange Deja Vu – 5:03 (testo: Mike Portnoy – musica: Dream Theater)
5. Scene Three: I. Through My Words – 1:02 (John Petrucci)
6. Scene Three: II. Fatal Tragedy – 6:53 (testo: John Myung – musica: Dream Theater)
7. Scene Four: Beyond This Life – 11:26 (testo: John Petrucci – musica: Dream Theater)
8. Scene Five: Through Her Eyes – 6:45 (testo: John Petrucci – musica: Dream Theater)

CD 3
1. Scene Six: Home – 13:01 (testo: Mike Portnoy – musica: Dream Theater)
2. Scene Seven: I. The Dance of Eternity – 6:09 (musica: Dream Theater)
3. Scene Seven: II. One Last Time – 3:48 (testo: James LaBrie – musica: Dream Theater)
4. Scene Eight: The Spirit Carries On – 6:39 (testo: John Petrucci – musica: Dream Theater)
5. Scene Nine: Finally Free – 12:54 (testo: Mike Portnoy – musica: Dream Theater)
6. At Wit's End (Encore) – 9:42 (testo: James LaBrie – musica: John Petrucci, Jordan Rudess, Mike Mangini, John Myung)
7. Paralyzed (Bonus Track) – 4:34 (testo: John Petrucci – musica: John Petrucci, Jordan Rudess, Mike Mangini, John Myung)

### DVD/BD
Disc One
1. Atlas (Intro) – 2:41 (musica: Thomas J. Bergersen)
2. Untethered Angel – 5:53 (testo: John Petrucci – musica: John Petrucci, Jordan Rudess, Mike Mangini, John Myung)
3. A Nightmare to Remember – 16:53 (testo: John Petrucci – musica: John Myung, John Petrucci, Jordan Rudess, Mike Portnoy)
4. Fall into the Light – 7:18 (testo: John Myung, John Petrucci – musica: John Petrucci, Jordan Rudess, Mike Mangini, John Myung)
5. Barstool Warrior – 6:42 (testo: John Petrucci – musica: John Petrucci, Jordan Rudess, Mike Mangini, John Myung)
6. In the Presence of Enemies - Part I – 8:47 (testo: John Petrucci – musica: John Myung, John Petrucci, Jordan Rudess, Mike Portnoy)
7. Pale Blue Dot – 8:44 (testo: John Petrucci – musica: John Petrucci, Jordan Rudess, Mike Mangini, John Myung)

Disc Two
1. Scenes Live Intro – 1:50 (musica: Jordan Rudess)
2. Scene One: Regression – 2:06 (John Petrucci)
3. Scene Two: I. Overture 1928 – 3:37 (musica: Dream Theater)
4. Scene Two: II. Strange Deja Vu – 5:04 (testo: Mike Portnoy – musica: Dream Theater)
5. Scene Three: I. Through My Words – 1:37 (John Petrucci)
6. Scene Three: II. Fatal Tragedy – 6:18 (testo: John Myung – musica: Dream Theater)
7. Scene Four: Beyond This Life – 11:25 (testo: John Petrucci – musica: Dream Theater)
8. Scene Five: Through Her Eyes – 8:41 (testo: John Petrucci – musica: Dream Theater)
9. Scene Six: Home – 12:54 (testo: Mike Portnoy – musica: Dream Theater)
10. Scene Seven: I. The Dance of Eternity – 6:10 (musica: Dream Theater)
11. Scene Seven: II. One Last Time – 3:48 (testo: James LaBrie – musica: Dream Theater)
12. Scene Eight: The Spirit Carries On – 6:21 (testo: John Petrucci – musica: Dream Theater)
13. Scene Nine: Finally Free – 12:33 (testo: Mike Portnoy – musica: Dream Theater)
14. At Wit's End (Encore) – 11:24 (testo: James LaBrie – musica: John Petrucci, Jordan Rudess, Mike Mangini, John Myung)

- Bonus Material

1. Paralyzed – 4:36 (testo: John Petrucci – musica: John Petrucci, Jordan Rudess, Mike Mangini, John Myung)
2. Behind the Scenes – 4:04

## Formazione
Gruppo
- James LaBrie – voce
- John Petrucci – chitarra
- John Myung – basso
- Jordan Rudess – tastiera, keytar
- Mike Mangini – batteria

Produzione
- John Petrucci – produzione
- James "Jimmy T" Meslin – missaggio
- Rich Mouser – 5.1 surround
- John Arbukle – montaggio audio aggiuntivo
- Peter van 't Riet – mastering
- Pierre & François Lamoreux – regia
- Rob Mansfield – direzione della fotografia
- Martin Julien – montaggio video
- Will Shapland – registrazione audio

## Classifiche
| Classifica (2020)          | Posizione massima |
| -------------------------- | ----------------- |
| Austria                    | 37                |
| Belgio (Fiandre)           | 48                |
| Belgio (Vallonia)          | 71                |
| Finlandia                  | 13                |
| Francia                    | 122               |
| Germania                   | 9                 |
| Italia                     | 39                |
| Paesi Bassi                | 31                |
| Portogallo                 | 12                |
| Regno Unito                | 81                |
| Regno Unito (rock & metal) | 3                 |
| Svizzera                   | 9                 |